# Nýřany
Nýřany (v místním nářečí Nejřany, německy Nürschan, latinsky Nirane) jsou město v okrese Plzeň-sever v Plzeňském kraji. Leží přibližně třináct kilometrů západně od Plzně na Vejprnickém potoce. Žije v nich přibližně 7 000 obyvatel.

## Historie

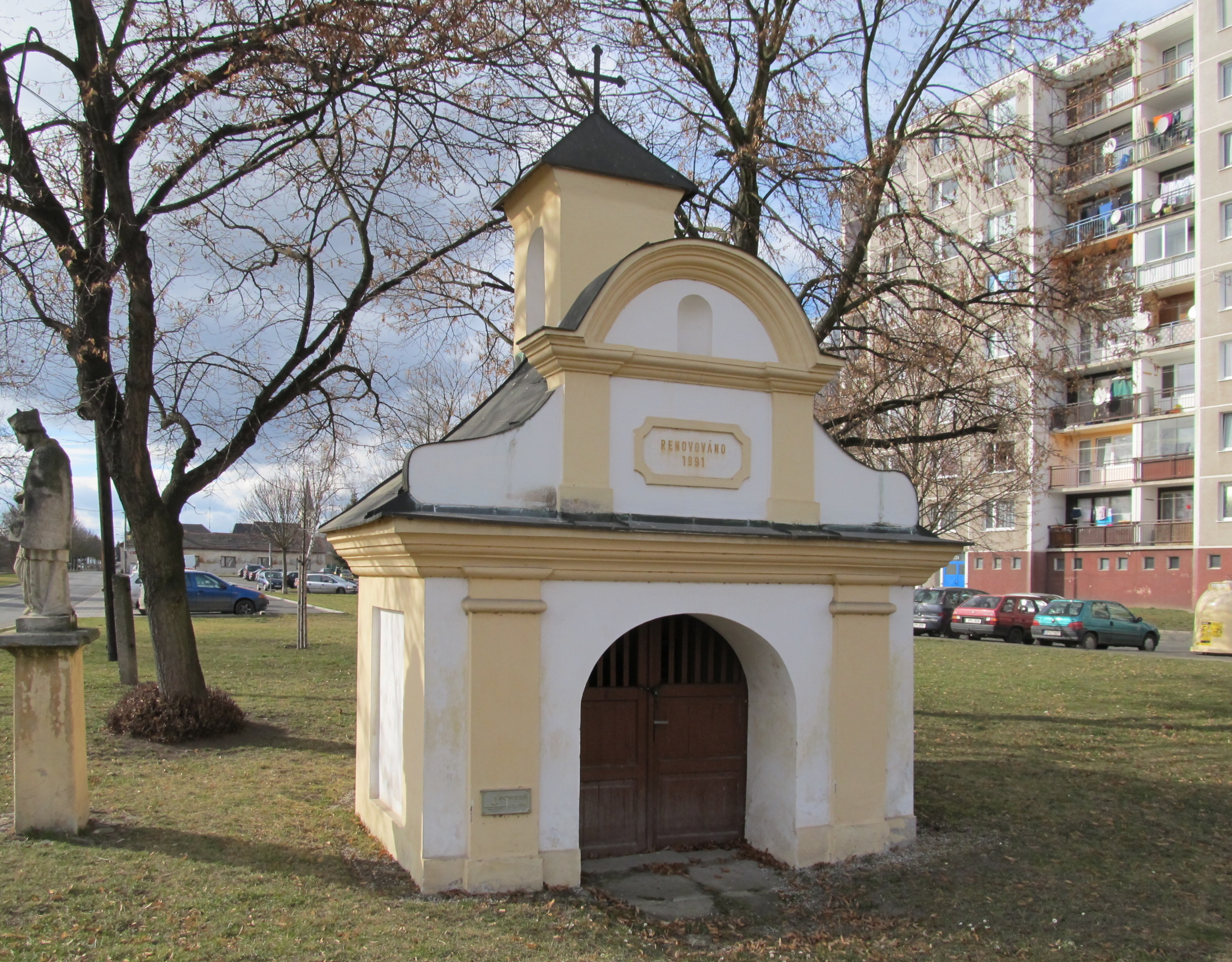
Kaple

Nýřany jsou poprvé písemně zmíněny v listině papeže Řehoře X. 23. května 1272 jako majetek premonstrátského kláštera Chotěšov. Ves pod názvem Nirani je zde uvedena jako jedna z 22 vesnic, které klášteru daroval kníže Hroznata. 18. ledna 1421 byl klášter vypálen husity a Nýřany často měnily majitele. V letech 1442–1464 patřily pánům z Roupova. Po bitvě na Bílé hoře se vrátily do majetku chotěšovského kláštera. V roce 1772 byly Nýřany přifařeny k sousedním Úhercům. Po zrušení chotěšovského kláštera během josefinských reforem v roce 1781 byla ves v majetku náboženského fondu. Dne 1. ledna 1822 koupil chotěšovské panství kníže Karel Alexandr von Thurn-Taxis.
V roce 1830 bylo v lese objeveno ložisko uhlí a roku 1861 byla dána do provozu železnice z Plzně do Domažlic. To způsobilo rychlý rozvoj vesnice a příliv nových obyvatel. V roce 1880 v desítkách dolů pracovalo 9 300 horníků. Při hornických nepokojích 20. května 1890 bylo zastřeleno třináct lidí. Císař František Josef I. Nýřany 29. ledna 1892 povýšil na město. Po Mnichovské dohodě bylo město 10. října 1938 obsazeno německou armádou a přičleněno k Německu. V noci z 9. na 10. listopadu 1938 byla vypálena místní synagoga. Dne 6. května 1945 osvobodila Nýřany 16. divize 3. americké armády.
Při reorganizaci státní správy v roce 2003 se Nýřany staly obcí s rozšířenou působností.

## Obyvatelstvo
| Rok            | 1869  | 1880  | 1890  | 1900  | 1910  | 1921  | 1930  | 1950  | 1961  | 1970  | 1980  | 1991  | 2001  | 2011  | 2021  |
| -------------- | ----- | ----- | ----- | ----- | ----- | ----- | ----- | ----- | ----- | ----- | ----- | ----- | ----- | ----- | ----- |
| Počet obyvatel | 3 176 | 5 631 | 6 622 | 7 219 | 7 230 | 7 457 | 7 600 | 5 424 | 5 871 | 6 191 | 6 419 | 7 158 | 6 913 | 6 965 | 6 641 |
| Počet domů     | 232   | 407   | 452   | 482   | 530   | 547   | 833   | 1 048 | 994   | 1 052 | 1 027 | 1 134 | 1 160 | 1 266 | 1 346 |

## Městská správa

### Části města
- Doubrava (sloučena s městem Nýřany v roce 1985)
- Kamenný Újezd (sloučen s městem Nýřany v roce 1960)
- Nýřany

### Městské symboly

#### Znak
Císař František Josef I. vydal 5. října 1892 privilegium o lednovém povýšení Nýřan na město a v něm udělil novému městu znak. Na jeho modrém štítu stojí na černém trojvrší stříbrná brána. Postavena je z kvádrů, vrcholí 5 stínkami cimbuří a v jejím průjezdu je vytažená stříbrná mříž. Nad branou je zlatý štítek se zkříženými hornickými kladivy, po jeho stranách jsou malé kulaté střílny. Z obou stran brány stojí vyšší stříbrné okrouhlé věže budované z kvádrů. Obě věže mají širší podstavec, po jedné malé okrouhlé střílně v prvém patře a na nimi dvě úzká půlkruhem zaklenutá okna vedle sebe. Věže mají na vrcholu obloučky podklenuté cimbuří o pěti stínkách. Nad cimbuřím brány vyrůstají ze střední stínky tři vějířovitě rozložené zlaté klasy se dvěma listy.

#### Vlajka
Vlajka byla městu udělena rozhodnutím předsedkyně České národní rady dne 7. května 1992.

## Doprava
Město stojí u křižovatky silnic II/180 a II/203. Vede jím železniční trať Plzeň – Furth im Wald, ze které ve stanici Nýřany odbočuje jednokolejná regionální železniční trať Nýřany – Heřmanova Huť.

## Sport
TJ DIOSS Nýřany oddíl národní házené mužů soutěží v 1. lize, kde již získal 3x mistrovský titul. Bylo to v sezonách 2003/2004, 2004/2005 a 2007/2008.

## Pamětihodnosti

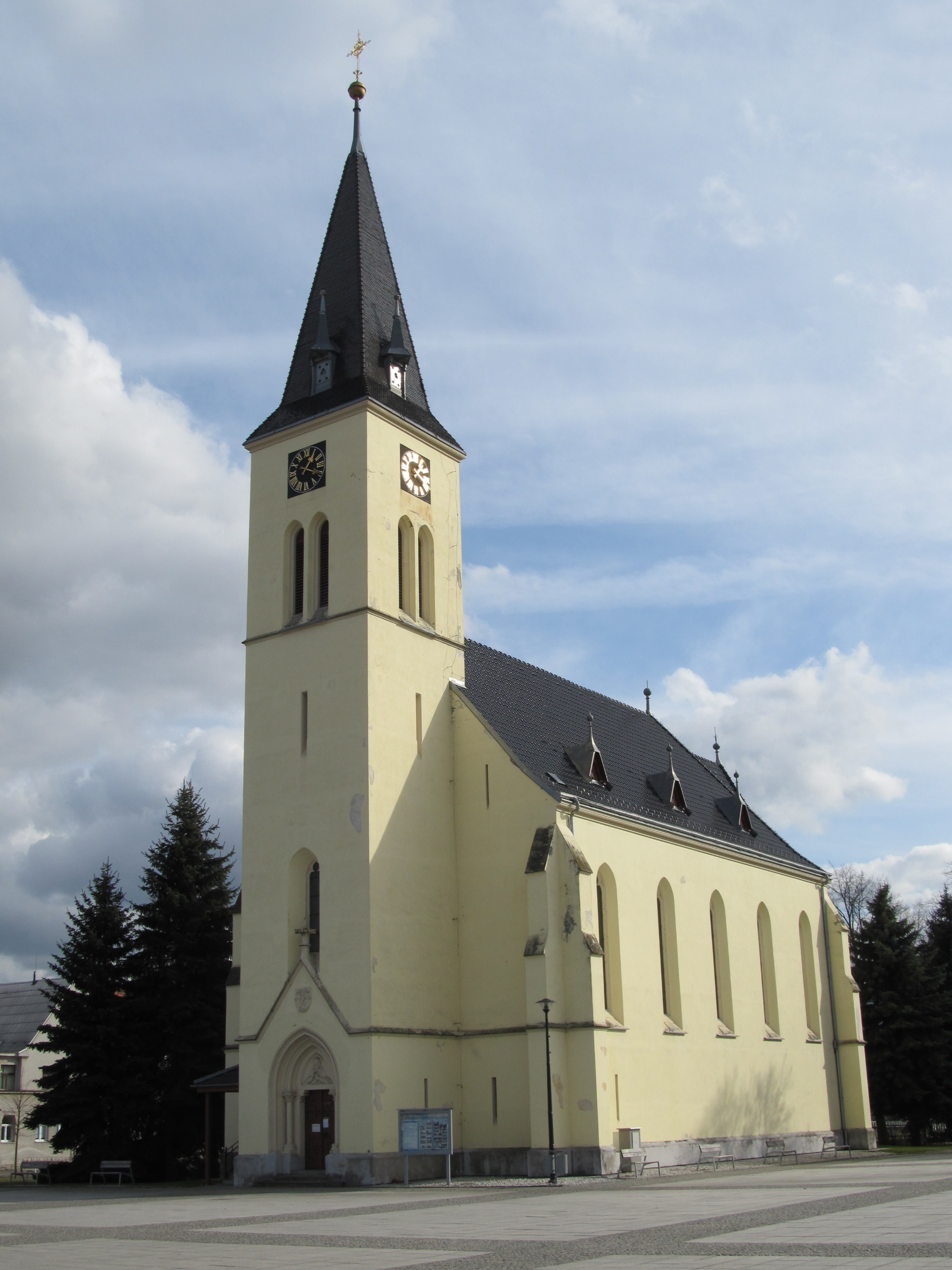
Kostel svatého Prokopa

- Kostel svatého Prokopa je novogotická stavba z let 1903–1904
- Novorenesanční radnice z let 1885–1886
- Barokní kaplička na původní návsi (dnes Staročeské náměstí) zasvěcená svatému Václavovi
- Socha svatého Jana Nepomuckého před barokní kapličkou
- Pomník horníků před radnicí byl odhalen v roce 1920 ministrem školství Gustavem Habrmanem. Připomíná 13 zastřelených horníků během stávky v květnu 1890. Pomník vyhotovil plzeňský sochař Otokar Walter st. Pomník byl v roce 1938 odstraněn a roku 1956 znovu obnoven.
- Pomník obětem transportu smrti z dubna 1945 postavený v roce 1946 na Humboldtce
- Busta nýřanské rodačky Anny Letenské, prvorepublikové herečky popravené v roce 1942 nacisty (před kulturním domem SKC) - odhalena v roce 2021
- Do jihozápadní části katastrálního území Nýřany zasahuje část přírodní rezervace Janovský mokřad.

## Osobnosti
- Alois Šefl (1874–1938), horník, novinář a spisovatel
- Antonín Berkovec (1882–1938), politik
- Přemysl Pražský (1893–1964), herec, režisér a scenárista
- Rudolf Holeka (1883–1946), pilot rakousko-uherského a československého letectva
- Kamil Berdych (1885–1914), básník
- Anna Letenská (1904–1942), herečka
- Jan Hammer st. (1919–1989), jazzový hudebník a lékař
- Josef Žaloudek (1941–2003), mládežnický fotbalový trenér
- Max Wittmann (1941–2011), hudebník
- Pavel Lukeš (1944–2021), moderátor, scenárista a dramaturg

## Partnerská města
- Zeulenroda-Triebes, Německo